# Снайфедль
Сна́йфедль (исл. Snæfell — «снежная гора») или Трихиднингюр (Þríhyrningur — «треугольник») — длительно неактивный щитовой вулкан, составляющий базовую часть ледника Снайфедльсйёкюдль (исл. Snæfellsjökull), в свою очередь, находящегося на южном берегу полуострова Снайфельснес на крайнем западе Исландии. Высота вулкана достигает 1448 м. Последний раз Снайфедль извергался в XVIII веке (по другим сведениям — около 1800 лет назад), однако окончательно потухшим не считается до сих пор.
Вулкан Снайфедль, бо́льшую часть времени находящийся подо льдом, начиная со второй половины XIX века представляет собой одно из всемирно знаменитых мест Исландии. В 1864 году Жюль Верн после консультаций с известным геологом Шарлем Сент-Клер Девилем выбрал кратер этого долгое время неактивного вулкана в качестве отправной точки для приключений героев своего нового романа «Путешествие к центру Земли». Благодаря всемирному успеху научно-фантастического романа, за легендарным вулканом в леднике Снайфедльсйёкюдль надолго закрепилась репутация входа или «врат в подземный мир».
В ясную погоду вулкан и ледник можно наблюдать через залив Фахсафлоуи из гавани Рейкьявика, от которой он находится на расстоянии 120 км.

## Название вулкана
В переводе с исландского Снайфедльсйёкюдль (исл. Snæfellsjökull) означает «ледник снежной горы». Соответственно, вулкан Снайфедль — и есть «Снежная гора», покрытая ледником почти всё исторически обозримое время своего существования. Между тем, в мировой литературе название Снайфедльсйёкюдль традиционно закрепилось не только за ледником, но также и собственно за вулканом, понимаемым в широком смысле как некое соединение или комплекс: вулкан-ледник. В русском языке употребление отдельного, сокращённого имени Снайфедль (или Снейфедльс, как было в одном из вариантов перевода) происходит из текста романа Жюля Верна. Видимо, исходя из чисто эстетических соображений удобопроизносимости и более краткого написания, в «Путешествии к центру Земли» слишком длинное и ломающее язык имя Снайфедльсйёкюдль было отчасти адаптировано к французскому написанию и произношению. Даже в основной завязке сюжета романа (глава пятая), в «зашифрованном» задом-наперёд тексте главного документа, написанного на латыни, от имени исландского учёного XVI века Арне Сакнуссема, читатель видит раздельное написание «In Sneffels Yoculis crater» (кратер Ёкуль Снайфедльс).

## Вулканическая система
Возраст вулкана Снайфедль составляет около 700 000 лет. За последние десять тысяч лет со времён ледникового периода произошло около 30-40 периодов вулканической активности. Последнее известное извержение случилось около 1800 лет назад. Большинство извержений носило взрывной характер. Постоянный кратер образовался при последнем крупном извержении. Пепел от этого извержения можно обнаружить на всей западной территории острова Исландия. Если на севере и востоке горные породы третичного периода, то южные и западные территории поверх них покрыты лавой послеледникового периода.
Исследования показывают также значительные по массе извержения из побочных кратеров вокруг горы, из которых вылилось большое количество лавы. Образование подавляющего большинства из этих лавовых полей датируются длительным периодом вулканического возмущения, следовавшим непосредственно за последним крупным извержением Снайфедльса. Несмотря на то, что с тех пор не было зарегистрировано ни одного извержения, вулкан до сих пор считается активным.
Вулканическая система Снайфедль вместе с полями имеет протяжённость около ста километров, если не считать его подводную часть, и считается самой крупной в Исландии. Если кратеры в нижней части горы и на равнине образуют основные породы (большей частью, базальты и трахибазальты), то более высокие кратеры нередко содержат кислые или промежуточные породы (например, риолит). Большинство побочных кратеров рассеяны по территории национального парка Снайфедльсйёкюдль, например, Саксхёлль или Ондвернешхолар. Низовой кратер, находящийся в деревне Хедльнар остался со времён последнего межледникового периода.
Вулканическая зона Снайфедль имеет ширину примерно в 30 км и находится в промежутке между местечком Мелифел в Стадарсвейте и Йёдвердарном с возможным выходом дальше на морской шельф. Центральный вулкан расположен в западной части пояса. Широко известное базальтовое лавовое поле возле деревни Будир также относится к вулканической системе вулкана Снайфедль. Возраст лавы из низового кратера Будаклеттур составляет около 5000 — 8000 лет.
Снайфедль находится непосредственно на южном побережье полуострова Снайфельснес, самого западного для южной Исландии. Благодаря близости океана, где проходит тёплое течение Ирмингера, одно из ответвлений Гольфстрима, а также уклону почвы и ветровому режиму юго-восточное подножие вулкана неплохо прогревается, здесь находятся обширные лавандовые поля, что в целом нетипично для флоры Исландии. На северном склоне, а также на вершине вулкана ледяные поля Снайфедльсйёкюдля веками не таяли даже в самые тёплые годы. Однако в последнее время глобальное потепление, как считается, оказывает влияние на ледник, в 2010 году он впервые сошёл со склонов вулкана почти полностью. Начиная с 2001 года, когда вулкан и ледник вошли в состав национального парка, туристические восхождения на гору по следам героев Жюля Верна стали регулярным и безопасным делом. У подножия вулкана находится местная достопримечательность, маленькая деревянная чёрная церковь Будакиркья.

## В культуре
С лёгкой руки Жюля Верна Снайфедль до сих пор можно считать одним из самых известных вулканов, гор и ледников Исландии. Пожалуй, только после знаменитого извержения 2010 года его немного «потеснил» по части популярности печально прославивший себя Эйяфьядлайёкюдль и соседняя Катла. Между тем, известность вулкана Снайфедль более прочная и основывается, прежде всего, на «Путешествии к центру Земли», впервые опубликованном в 1864 году.
Весь сюжет романа развивается буквально на воображаемой подземной траектории между кратерами двух вулканов. Входом в подземный мир земли для профессора минералогии из Гамбурга Отто Лиденброка и его племянника Акселя становится потухший Снайфедль, указанный в тайном манускрипте «знаменитого исландского учёного-алхимика XVI века» Арне Сакнуссема, а выходом волей случая оказалось — жерло знаменитого островного вулкана Стромболи.

…схватив бумагу, с помутившимся взором, он прочитал дрожащим голосом весь документ от последней до первой буквы. Документ гласил следующее:
«In Sneffels Yoculis crater em kem delibat umbra Scartaris Julii infra calendas descende, audas viator, et terrestre centrum attinges. Kod feci. — Arne Saknussemm».
В переводе это означало:
«Спустись в кратер Екуль Снайфедльс, который тень Скартариса ласкает перед июльскими календами, отважный странник, и ты достигнешь центра Земли. Это я совершил, — Арне Сакнуссем».— Жюль Верн, «Путешествие к центру Земли» (глава V)
Там же, в тексте романа, особенно в его первой четверти (главы VI—XVI), можно найти массу описательных и научных подробностей, касающихся собственно вулкана Снайфедль и его ближайших окрестностей. Для начала профессор Лиденброк сообщает, что этот географический объект представляет собой гору «высотою в пять тысяч футов», что «её кратер образует ход к центру земного шара» и, наконец, что это — потухший вулкан, «за весь исторический период у него было только одно извержение, именно в тысяча двести девятнадцатом году». Не избегает Жюль Верн и обсуждения проблемы названия вулкана.

— Хорошо, я вас спрошу прежде всего, что такое эти Екуль, Снайфедльс и Скартарис, о которых я никогда ничего не слыхал? <...>
— Взгляни на этот остров вулканического происхождения, — сказал профессор, — и обрати внимание на то, что все эти вулканы носят название Екуль. Это слово означает на исландском языке «глетчер», ибо горные вершины при высокой широте расположения Исландии в большинстве случаев покрыты вечными снегами и во время вулканических извержений лава неминуемо пробивается сквозь ледяной покров. Поэтому-то огнедышащие горы острова и носят название: Екуль.
— Хорошо, — возразил я, — но что такое Снайфедльс?
Я надеялся, что он не сможет ответить на этот вопрос. Как я заблуждался! Дядя продолжал: <...>
— Он самый; гора высотою в пять тысяч футов, одна из самых замечательных на острове и, несомненно, одна из самых знаменитых во всем мире, ведь ее кратер образует ход к центру земного шара!— Жюль Верн, «Путешествие к центру Земли» (глава V)
Затем профессор с племянником переходят к практическому осуществлению замысла. Они совершают с исландскими проводниками небольшое сухопутное путешествие из Рейкьявика до вулкана Снайфедль и совершают на него опасное восхождение, изобилующее массой подробностей, временами, носящих чисто научный геологический характер. В частности, в процессе восхождения читатель узнаёт, что этот «вулкан замыкает своим двойным конусом трахитовую цепь, обособленную от горной системы острова». Наконец, в шестнадцатой главе главные персонажи спускаются в пустой потухший кратер Снайфедльса, описание которого также изобилует массой подробностей, — где и отпускают проводников, чтобы из этой точки начать дальнейшее путешествие к центру земли.
Почти вся мировая известность Снайфедля стала, так или иначе, реакцией не на сам вулкан, физический объект, а на его присутствие в романе. Небезынтересно в этой связи заметить, что Жюль Верн, посвятивший немало времени путешествиям по всему миру, в частности, побывавший почти во всех скандинавских странах: Норвегии, Швеции, Дании, Ирландии, Шотландии, участвовавший в плаваниях по Северному и Балтийскому морям, тем не менее, ни разу не посетил Исландию (хотя у него и было такое желание). Все научные сведения, необходимые для написания романа, он по крупицам собрал по научным справочникам и монографиям по истории, геологии и географии. Более того, сама по себе идея романа «Путешествие к центру Земли», а также конкретный сюжетный ход начать проникновение под землю с «потухшего вулкана» Снайфедль возникла у Жюля Верна не в результате накопления непосредственных скандинавских впечатлений, а из личных разговоров с одним знакомым, известным геологом Шарлем Сент-Клер Девилем. Будучи сторонником теории, считавшей Землю холодным телом, этот учёный несколько раз пытался проверить её, в том числе — опытным путём. С риском для жизни он спускался в кратеры многих потухших вулканов, а один раз даже решился на отчаянно смелый шаг — побывал в жерле вулкана Стромболи (в Тирренском море) — непосредственно во время извержения. Прямой отсылкой к первоисточнику выглядит финальный поворот сюжета, когда после долгого путешествия под землёй герои возвращаются в «верхний мир» именно через кратер сицилийского вулкана Стромболи. Кроме того, Жюль Верн упоминает в тексте младшего брата Сент-Клер Девиля, известного химика Анри Сент-Клер Девиля. Его имя присутствует в некоем списке других известных учёных, которые не только считали обязательным встретиться, но и советовались с главным героем романа, «дядюшкой» Лиденброком «по животрепещущим вопросам химии».
Таким образом, замысел Жюля Верна был вдохновлён не только традиционной для него темой проникновения в прежде недоступные места и открытия прежде скрытых от человеческого глаза пространств или недр (в данном случае, подземных), но также и вполне реальной научной проблемой извержения вулканов. И наконец, решающим побудительным фактором для него стало личное знакомство с ярким типом учёного-фанатика и чудака, который совершает научный эксперимент с риском для жизни, спускаясь в жерло вулкана. Роман «Путешествие к центру Земли», к сожалению, не носит посвящения Шарлю Сент-Клер Девилю, однако французский геолог по праву может считаться и вдохновителем, и прообразом главного героя этого произведения.
Мотив дерзкого научного (в частности, геологического) исследования спустя восемь лет проник из романа Жюля Верна в одну из сюжетных линий другого знакового произведения, романа «Бесы» Фёдора Михайловича Достоевского. Следуя по сложному ассоциативному пути, именно Исландия оказалась одной из аллегорий духовных поисков Ставрогина.

Отправляя Ставрогина вслед за героями романа Жюля Верна, читателем которого он мог быть, в Исландию, где незадолго до этого было совершено уникальное, фантастическое путешествие в недра Земли, Достоевский как будто давал Николаю Всеволодовичу ещё один и очень серьёзный шанс. На земле, которую впоследствии учёные всего мира назовут «эльдорадо естествоиспытателей», русский барин, оторвавшийся от своего народа и почвы, мог потрудиться на ниве знаний, послужить во имя науки, приобщиться к числу тех, кто, как «Базаров, Лопухов и компания», был работником всемирной «мастерской». Ведь недаром Ставрогин отправился в Исландию не простым путешественником-туристом, а в составе учёной экспедиции. Это ли не подарок судьбы для изверившегося, опустошенного человека! Герой Достоевского, «великий грешник», попадает туда, где только что люди спустились в подземный мир, преисподнюю, ад — чтобы исследовать и познать его, заглянуть в глубочайшие бездны земного шара, в самое центральное его ядро. Вот он, наконец, достойный масштаб, настоящее дело! Здесь, у подножия вулкана Снайфедльс, как будто сошлись все ориентиры — веры и неверия, са́мой смелой фантазии и самого трезвого научного знания.— Людмила Сараскина. «Бесы»: роман-предупреждение
- Съёмки нескольких фильмов по роману Жюля Верна происходили на вулкане Снайфедль и в его окрестностях.
- Снайфедльсйёкюдль стал одним из действующих героев мистического романа исландского поэта Хальдоура Лакснесса «На леднике» (или «Пастораль на леднике») 1968 г.
- Во многих местах вокруг Снайфедльсйёкюдль можно найти исландские ритуальные фигуры Бардур. Вулкан и ледник нередко упоминается в исландских народных сагах. А сюжет двух традиционных саг (Eyrbyggjasaga и Viglundarsaga) происходит и играется на горе Снайфедль.
- Хансен и Жуга, персонажи романа «Драконовы Сны» Дмитрия Скирюка вслед за героями Жюля Верна совершают опасное восхождение на вулкан Снайфедль. Их целью также становится кратер вулкана, в котором, согласно сюжету, находится дом серых гномов[15].